# María z Ágredy

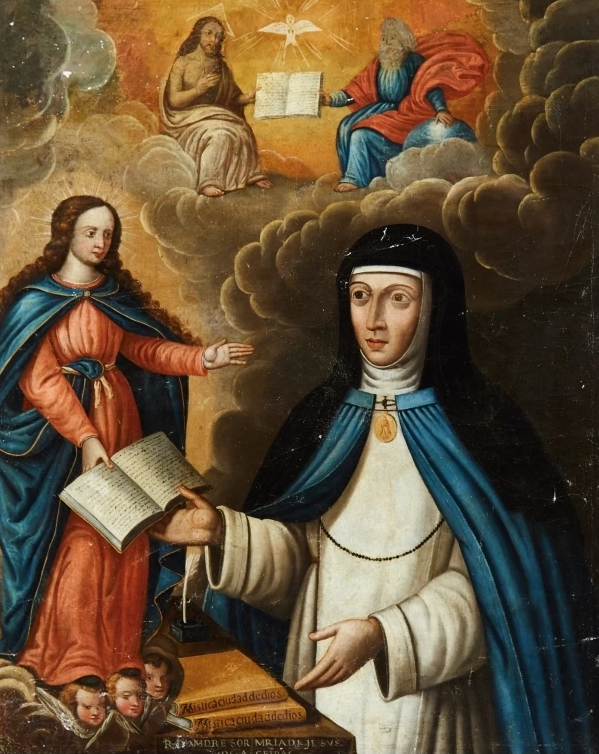
María z Ágredy (1602–1665)

María Fernández Coronel y Arana (ur. 2 kwietnia 1602 w Ágredzie, zm. 24 maja 1665 tamże) – hiszpańska zakonnica katolicka, koncepcjonistka, mistyczka, wizjonerka i autorka dzieł ascetycznych, Czcigodna Służebnica Boża Kościoła katolickiego.

## Życiorys
María Fernández Coronel y Arana urodziła się 2 kwietnia 1602 roku w bardzo religijnej rodzinie katolickiej. Jej rodzicami byli Don Francisco Coronel i Catalina de Arana. Od najmłodszych lat miała doświadczać mistycznych przeżyć.
Wstąpiła do Zakonu Sióstr Franciszkanek od Niepokalanego Poczęcia Najświętszej Maryi Panny (koncepcjonistek) w Ágredzie w 1619 roku, wspólnie z matką i siostrą. Od 25 roku życia do śmierci (z trzyletnią przerwą w szóstej dekadzie życia) sprawowała funkcję ksieni klasztoru. W zakonie przybrała imię siostry Marii od Jezusa i znana była jako Siostra Niebieska, Siostra w Niebieskim z powodu białego habitu i niebieskiego płaszcza jaki noszą franciszkanki-koncepcjonistki. Twierdziła, że doświadczała licznych wizji o charakterze religijnym. Współwyznawcy twierdzą, że posiadała dar bilokacji. Jest autorką słynnego dzieła Mistyczne Miasto Boże, zawierającego obszerny opis żywota Matki Bożej. Zmarła w opinii świętości 24 maja 1665 roku, mając 63 lata. Pochowano ją w przyklasztornym kościele swojego konwentu w Ágreda.
Jej proces beatyfikacyjny rozpoczął się w 1673 roku i nie został zakończony.